# Вантон
Вантон (фр. Venthon) — коммуна во Франции, департамент Савойя, регион Рона — Альпы. Входит в состав кантона Южин. Округ коммуны — Альбервиль. Код INSEE коммуны — 73308. Мэр коммуны — Франсуа Кантамесса, мандат действует на протяжении 2014—2020 гг.

## История
Название города менялось несколько раз. В источниках XIII—XIV веков: Ventzon (1184 год), Ecclesia de Venthone (1170, 1226 годы). В более поздних: Ecclesia de Ventone (1520 год), Vanton или Venthon (1729 год), Ventose (1793 год). Имя Вантон имеет одинаковое происхождение с названием коммуны Вантавон от имени Ventaonus — римского хозяина этих территорий.
В течение нескольких столетий приходы Вантона и Сезарша были объединены. Здание костёла было построено на месте старой церкви, существовавшей до XII века. Оно 20 метров в длину и 10 метров в ширину. В костёле три алтаря, на главном изображены Святой Донат и Святой Кристоф, покровители церкви. 29 апреля 1728 года архиепископ Тарантеза Франсуа Амеде Мийе д’Арвилар освятил костёл и алтарь и благословил колокол. В XVI—XVII веках Сезарш пытался стать отдельным приходом, против разделения были жители Вантона. После нескольких попыток длившихся более ста лет, 3 апреля 1789 года по приказу архиепископа был создан приход Сезарша.
Летом 1994 года была проведена официальная церемония признания городов-побратимов Вантона и Гуенака (Бретань, Франция).

## География
Вантон расположен в долине и на нижних склонах Рош Пурие. Коммуна граничит с городом Альбервиль и коммунами Сезарш, Паллю и Тур-ан-Савойя. Вантон находится в 87 км от Гренобля, в 150 км от Лиона. Населённый пункт находится на высоте от 352 до 1382 метров над уровнем моря.

## Климат
Умеренный и тёплый климат Вантона по классификации климатов Кёппена относится к типу Cfb. Даже в засушливые месяцы, в коммуне идут дожди. Средняя температура в году — 10,2 °C. Среднее количество осадков в году 880 мм.
| Показатель              | Янв. | Фев. | Март | Апр. | Май  | Июнь | Июль | Авг. | Сен. | Окт. | Нояб. | Дек. | Год  |
| ----------------------- | ---- | ---- | ---- | ---- | ---- | ---- | ---- | ---- | ---- | ---- | ----- | ---- | ---- |
| Средняя температура, °C | 0,4  | 2,3  | 6,2  | 10,0 | 13,8 | 17,3 | 19,5 | 18,7 | 16,0 | 11,0 | 5,6   | 1,2  | 10,2 |
| Норма осадков, мм       | 63   | 70   | 70   | 66   | 77   | 80   | 62   | 81   | 79   | 71   | 90    | 71   | 880  |
| Источник: Climate Data  |      |      |      |      |      |      |      |      |      |      |       |      |      |

## Население
Согласно переписи 2012 года население Вантона составляло 605 человек (47,9 % мужчин и 52,1 % женщин). Население коммуны по возрастному диапазону распределилось следующим образом: 16,1 % — жители младше 14 лет, 16,7 % — между 15 и 29 годами, 17,3 % — от 30 до 44 лет, 25,4 % — от 45 до 59 лет и 24,5 % — в возрасте 60 лет и старше. Среди жителей старше 15 лет 50,8 % состояли в браке, 34,7 % — не состояли, 6,8 % — были в разводе, 7,7 % — вдовствовали.
Среди населения старше 15 лет (454 человека) 13,7 % населения не имели образования, 9,7 % — имели только начальное образование, 6,1 % — закончили только колледж, 34,0 % — получили аттестат об окончании лицея, 17,0 % — закончили полное среднее образование или среднее специальное образование, 12,4 % — закончили сокращённое высшее образование и 7,1 % — получили полное высшее образование.
В 2012 году из 387 человек трудоспособного возраста (от 15 до 64 лет) 310 были экономически активными, 77 — неактивными (показатель активности 80,0 %, в 2007 году — 79,6 %). Из 310 активных трудоспособных жителей работали 288 человек (146 мужчин и 142 женщины), 22 числились безработными. Среди 77 трудоспособных неактивных граждан 35 были учениками либо студентами, 25 — пенсионерами, а ещё 17 — были неактивны в силу других причин. В коммуне проживает 291 человек старше 15 лет, имеющий работу, причём 11,8 % из них работает в коммуне, а 82,6 % — в пределах департамента Савойя. В 2013 году средний доход в месяц составлял 2153 €, в год — 25 836 €.
Динамика населения согласно INSEE:
| Население коммуны в XIX—XXI веках |
| --------------------------------- |
|                                   |